# Ługi (rejon postawski)
Ługi (biał. Лугі; ros. Луги) – wieś na Białorusi, w obwodzie witebskim, w rejonie postawskim, w sielsowiecie Duniłowicze.

## Historia
W czasach zaborów w granicach Imperium Rosyjskiego.
W dwudziestoleciu międzywojennym wieś leżała w Polsce, w województwie wileńskim, w powiecie duniłowickim (od 1926 postawskim), w gminie Duniłowicze.
Według Powszechnego Spisu Ludności z 1921 roku zamieszkiwało tu 161 osób, 160 było wyznania rzymskokatolickiego a 1 prawosławnego. Jednocześnie 159 mieszkańców zadeklarowało polską przynależność narodową a 2 białoruską. Było tu 30 budynków mieszkalnych. W 1931 w 30 domach zamieszkiwało 160 osób.
Miejscowość należała do parafii rzymskokatolickiej i prawosławnej w Duniłowiczach. Podlegała pod Sąd Grodzki w Duniłowiczach i Okręgowy w Wilnie; właściwy urząd pocztowy mieścił się w Duniłowiczach.
W 1938 roku folwark należał do gromady Pachowszczyzna gminy Duniłowicze.